# Mesechiteae
Mesechiteae es una tribu de plantas de flores perteneciente a la familia Apocynaceae (orden Gentianales).  Esta tribu tiene 9 géneros.

## Géneros
- Allomarkgrafia
- Galactophora
- Mandevilla
- Mesechites
- Secondatia
- Tintinnabularia